# Gâlgău
Gâlgău è un comune della Romania di 2 567 abitanti, ubicato nel distretto di Sălaj, nella regione storica della Transilvania.
Il comune è formato dall'unione di 9 villaggi: Bârsău Mare, Căpâlna, Chizeni, Dobrocina, Fodora, Frâncenii de Piatră, Gâlgău, Glod, Gura Vlădesei.
Interessante è la chiesa lignea ubicata nei pressi dell'abitato, costruita nel 1658.

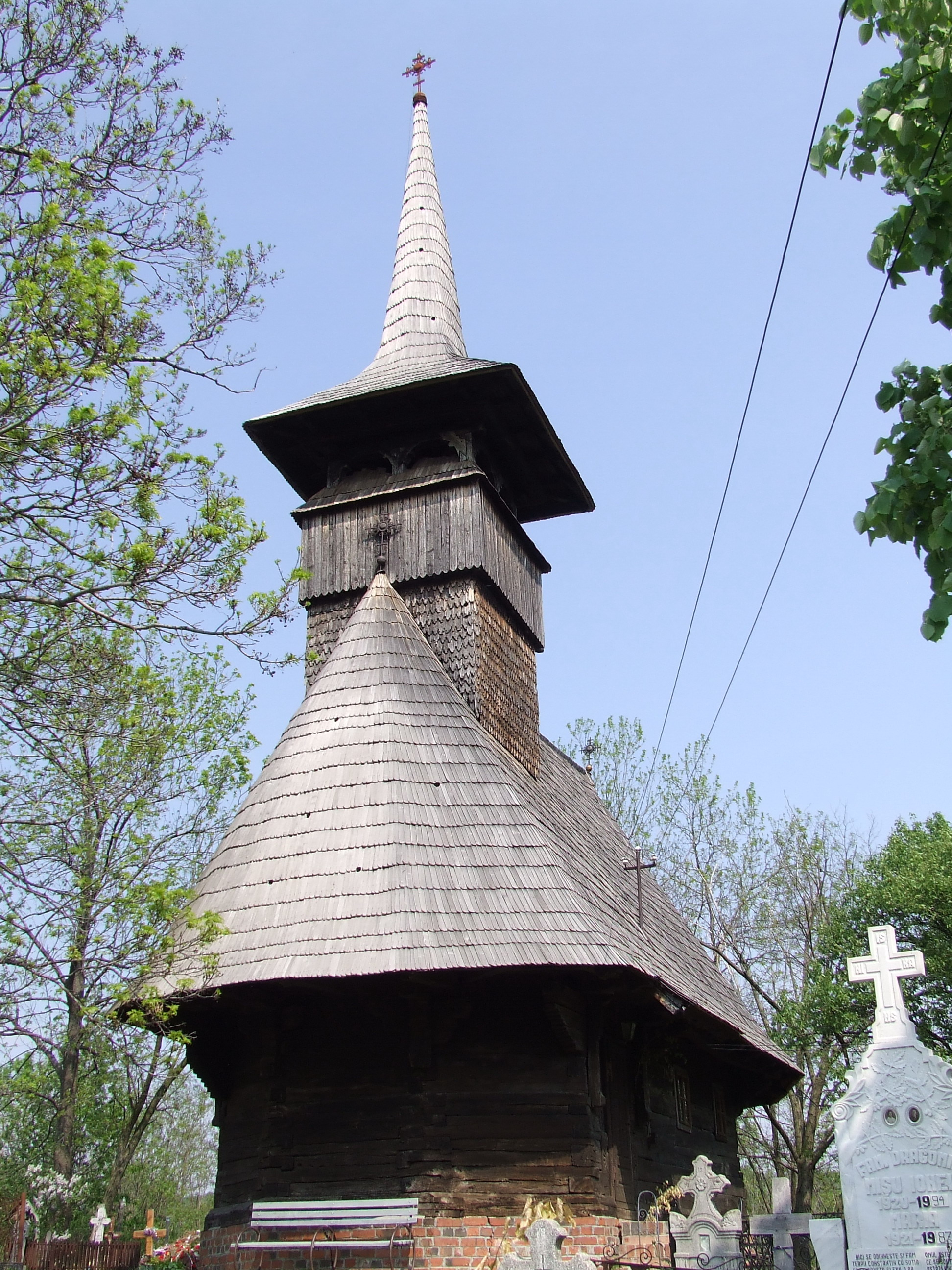
La chiesa lignea di Gâlgău